# Morispora tenella
Morispora tenella är en svampart som först beskrevs av H.S. Jacks. & Holw., och fick sitt nu gällande namn av Salazar-Yepes, Pardo-Card. & Buriticá 2007. Morispora tenella ingår i släktet Morispora och familjen Phragmidiaceae.   Inga underarter finns listade i Catalogue of Life.